# Johannsenite
La johannsenite (simbolo IMA: Jhn) è un minerale raro del gruppo del pirosseno appartenente alla classe dei minerali "silicati e germanati" con la composizione chimica CaMn2+[Si2O6] e quindi chimicamente è un silicato di calcio-manganese. Strutturalmente, la johannsenite appartiene agli inosilicati.
La johannsenite cristallizza nel sistema cristallino monoclino e sviluppa cristalli prismatici di dimensioni fino a 10 cm con una lucentezza simile al vetro sulle superfici. Tuttavia, si trova anche sotto forma di aggregati minerali colonnari, radiali o sferolitico.

## Etimologia e storia
Il minerale fu scoperto da Waldemar Theodor Schaller nel 1932. Lo menzionò per la prima volta in un breve articolo nel dicembre 1932 a una conferenza della Mineralogical Society of America. A quel tempo fece un breve accenno su un pirosseno al manganese. Quando è stato descritto per la prima volta nell'American Mineralogist, pubblicato dalla Mineralogical Society of America, il minerale era già stato trovato in altri siti. Tuttavia, questa descrizione non ebbe seguito fino al 1938. In questa descrizione completa, Schaller chiamò il minerale in onore del mineralogista e petrografo Albert Johannsen (1871-1962). La località tipo è la miniera di Franklin a Franklin, nella Contea di Sussex in New Jersey (Stati Uniti).
Il campione tipo è conservato presso il National Museum of Natural History di Washington.

## Classificazione
Nella classificazione strutturale dell'Associazione Mineralogica Internazionale (IMA), la johannsenite appartiene ai pirosseni di calcio (Ca-pirosseni) del gruppo dei pirosseni, insieme ad augite, burnettite, davisite, diopside, esseneite, grossmanite, hedenbergite, kushiroite, petedunnite e tissintite.
Già nella vecchia 8ª edizione della sistematica minerale secondo Strunz, la johannsenite apparteneva alla classe minerale dei "silicati e germanati" e lì alla sottoclasse degli "silicati a catena e silicati a bande (inosilicati)", dove insieme alla diopside e all'edenbergite formava la "serie diopside" con il sistema nº VIII/D.01b all'interno del gruppo dei "clinopirosseni (monoclino-prismatici)" appartenenti alla famiglia dei pirosseni.
Nella Sistematica dei lapis (Lapis-Systematik) di Stefan Weiß, che è stata rivista e aggiornata l'ultima volta nel 2018 e che si basa ancora su questa vecchia edizione di Strunz per rispetto verso i collezionisti privati e le collezioni istituzionali, il minerale è stato assegnato al sistema nº VIII/F.01-70. Qui la johannsenite, insieme a egirina, egirina-augite, augite, davisite, diopside, esseneite, grossmanite, hedenbergite, giadeite, jervisite, kanoite, clinoenstatite, clinoferrosilite, cosmocloro, kushiroite, namansilite, natalyite, omphacite, petedunnite, pigeonite, spodumene e tissintite, forma il gruppo dei «clinopirosseni». VIII/F.01.
Anche la 9ª edizione della sistematica minerale di Strunz, in vigore dal 2001 e aggiornata l'ultima volta dall'IMA nel 2024, classifica la johannsenite nella categoria dei "silicati a catena e a bande (inosilicati)". Tuttavia, questo è ulteriormente suddiviso nella natura delle catene di silicati, in modo che il minerale sia classificato in base alla sua composizione nella suddivisione "Inosilicati con catene singole di periodo 2, Si2O6; famiglia del pirosseno", dove si trova nel sottogruppo senza nome contrassegnato con il numero di sistema nº 9.DA.15 insieme ad augite, davisite, diopside, esseneite, hedenbergite, kushiroite e petedunnite.
La classificazione dei minerali di Dana, che viene utilizzata principalmente nel mondo anglosassone, classifica la johannsenite nella classe dei "silicati e germanati" e lì nel dipartimento "Catene semplici non ramificate, W=1 con catene P=2". La si trova nel "Clinopirosseno C2/c (Ca-Clinopirosseno)" con il sistema nº 65.01.3a, insieme a diopside, hederbergite, augite, petedunnite, esseneite e davisite.

## Abito cristallino
La johannsenite cristallizza nei suoi isotipi in diopside ed edenbergite, entrambi monoclini, nel gruppo spaziale C2/c (gruppo nº 15) con i parametri reticolari a = 9,987 Å, b = 9,156 Å, c = 5,293 Å e β = 105,29°, oltre ad avere quattro unità di formula per cella unitaria.

## Origine e giacitura
La johannsenite si forma nei calcari metasomaticamente impressi e negli skarn contenenti manganese, nonché nelle vene di quarzo e calcite della riolite. Spesso la si trova in paragenesi con ossidi di rodonite e manganese.
Sono stati documentati circa 90 siti del minerale.
In Italia la johannsenite in diverse località, tra le quali Ne e Rocchetta di Vara (Liguria); Lanzada e Novate Mezzola (Lombardia); a Valstrona (Piemonte); Baselga di Pinè (Trentino Alto-Adige); Campiglia Marittima (Toscana); infine a Recoaro Terme e Torrebelvicino (Veneto).
In Germania si conosce un solo sito: si trova in Bassa Sassonia nelle montagne dell'Harz, nella città di Sankt Andreasberg., mentre altri siti si trovano in varie parti del mondo.

## Forma in cui si presenta in natura
La johannsenite sviluppa cristalli prismatici di dimensioni fino a 10 cm con una lucentezza simile al vetro sulle superfici.